# Zuid-Para
Zuid-Para is een van de vijf ressorten waaruit het Surinaamse district Para bestaat. De districthoofdplaats Onverwacht ligt in ressort Zuid-Para.
In het oosten grenst het ressort Zuid-Para aan Oost-Para, ten zuiden van Zuid-Para ligt het district Brokopondo. In het zuidwesten grenst het aan het ressort Bigi Poika, in het noordwesten grenst Zuid-Para aan het district Saramacca, in het noorden aan het ressort Noord-Para.
In 2004 had Zuid-Para volgens cijfers van het Centraal Bureau voor Burgerzaken (CBB) 4403 inwoners.